# 辻静雄料理教育研究所
辻調グループにおいて、食文化や料理技術に関わる知識・情報の収集、文献・資料の管理および情報発信と研究活動を担う機関。

## 設立・沿革
1960年の辻調理師学校創立とともに、実践的技術を理論的側面から補完し、調理師教育に還元することを目的に、学術出版部として設立された。辻調グループ創設者であり、フランス料理研究家であった辻静雄（1933 - 1993）の没後、その食文化研究の業績を記念し、研究活動を継承する機関として辻静雄料理教育研究所に改称。

## 活動内容
辻静雄料理教育研究所は食文化や料理技術に関わる「知」の集積・発信と研究活動を行う。辻調グループの教授が執筆した教科書を含めて、同研究所が執筆、翻訳、制作に携わった料理関係書は700冊を上回る。研究分野は、日本、フランス、イタリア、中国などの料理・製菓技術、食文化史から酒、茶などの嗜好品、調理科学や家庭料理まで幅広い。辻静雄が収集した14〜20世紀のフランス料理文献を核とする、およそ1万5千冊にのぼる食関連の蔵書がその研究を支えている。広辞苑等の辞書･事典の食分野項目の校閲･執筆を担当する一方、食を扱った映画、ドラマ、料理番組の制作を支援するなど活動は広範に及ぶ。